# Шмидт, Альфред (футболист)
Альфре́д Шми́дт (нем. Alfred Schmidt; 5 сентября 1935, Дортмунд, Вестфалия — 11 ноября 2016, Дортмунд, Северный Рейн-Вестфалия) — западногерманский футболист и футбольный тренер, участник чемпионата мира 1958 года.

## Биография

### Клубная карьера
Шмидт всю футбольную карьеру играл за дортмундскую «Боруссию», в составе которой сыграл 276 матчей, как в Оберлиге, так и образованной в 1963 году Бундеслиге. В составе «шмелей» Шмидт выиграл три чемпионских титула, Кубок Германии 1965 года, а также Кубок обладателей кубков 1966 года. В этом же клубе в 1968 году Шмидт завершил карьеру игрока в возрасте 33 лет.

### Карьера в сборной
В составе сборной ФРГ играл на чемпионате мира 1958 года, где сыграл в двух матчах против сборных Аргентины (3:1) и сборных Югославии (1:0). Всего за сборную ФРГ сыграл 25 матчей, в которых забил 8 мячей.

### Карьера тренера
Работал главным тренером клубов «Ян» (1968—1970, 1975—1976, 1990—1992, 1993—1994), «Киккерс» (1970—1971), «Пройссен» (1971—1972) и «Пирмазенс» (1972—1974).

### Смерть
Скончался 11 ноября 2016 года в Дортмунде в возрасте 81 года после непродолжительной болезни.

## Достижения

### Как игрок
«Боруссия» (Дортмунд)
- Чемпион Германии (3) : 1956, 1957, 1962/63
- Обладатель Кубка Германии (1) : 1964/65
- Обладатель Кубка обладателей кубков (1) : 1966

### Как главный тренер
«Киккерс (Оффенбах)»
- Обладатель Кубка Германии (1) : 1969/70